# وقتی در انتظار قدم‌هایش بودم
« وقتی در انتظار قدمهایش بودم» (به فرانسوی: En attendant ses pas) تک‌آهنگی فرانسوی از هنرمند اهل کانادا سلین دیون است که در ۵ ژوئیه ۱۹۹۹ منتشر شد.